# Xiamen C & D
Xiamen C&D Inc. (Börsenkürzel: 600153) ist ein chinesisches Dienstleistungsunternehmen mit den beiden Hauptgeschäftsfeldern Supply Chain Operations und Immobilienentwicklung. Das 1980 gegründete Unternehmen wurde im Juni 1998 an der Shanghaier Börse notiert. Der Unternehmenssitz befindet sich in Xiamen. 
Das Unternehmen betreibt in erster Linie Lieferketten für Zellstoff und Papier, Eisen und Stahl, Mineralien, chemische Erzeugnisse, elektrische und mechanische Erzeugnisse, Textilien, landwirtschaftliche Erzeugnisse, Kraftfahrzeuge und alkoholische Erzeugnisse und erbringt integrierte Logistikdienstleistungen.
2023 befand sich Xiamen C&D auf Platz 640 der Forbes Global 2000 , sowie 2022 auf Platz 77 der Fortune Global 500. 
Im Jahr 2022 erzielte das Unternehmen Betriebseinnahmen in Höhe von 832,81 Milliarden CNY und einen Nettogewinn nach Steuern von 11,27 Milliarden CNY. Ende 2022 belief sich das Gesamtvermögen auf 664,75 Milliarden CNY und das Nettovermögen auf 165,34 Milliarden CNY. Das Unternehmen hatte 36.334 Mitarbeiter. (Stand 2022)